# 笛洋美术馆
笛洋美术馆（M.H. de Young Museum）是美国旧金山的一座美术馆，位于金门公园内。以早期旧金山报人笛洋（M. H. de Young）命名。

## 历史
笛洋美术馆开放于1895年，是1894年加州冬季国际博览会的产物（模仿上年的芝加哥哥伦布纪念博览会）。1989年地震时建筑严重受损。
由赫尔佐格和德梅隆事务所设计的笛洋美术馆新建筑，在2005年10月15日重新开放。这座建筑外面包铜，能因氧化而每天改变颜色。44米高，呈倒置梯型的哈蒙塔可供游客登临眺望旧金山景色。  
为了帮助应付未来的地震，这座新建筑可以由于系统的球轴承滑动板和粘性流体阻尼器的吸收动能，移动到3英尺（91厘米）。 